# Petrus Elfving
Petrus Elfving, född 12 april 1677 och död 30 juni 1726, var en svensk läkare och småningom professor i medicin i Åbo i Finland. Elfving var vetenskapligt inriktad, utförde dissektioner på lik (vilket på den tiden inte var okontroversiellt) och utgav Finlands första publikation i rättsmedicin. Under ett tag var han också hovläkare.

## Persondata
Elfving föddes 12 april 1677 i Västerås som son till kyrkoherden i Norrbärke, Samuel Petri Elfving och Christina Widman, och härstammade via mormodern från släkten Rudbeck. Han var bror till kyrkoherden Samuel Elfving och brukspatronen Birger Elfving. Bröderna deltog vid Karl XI:s begravning som stråkmusiker. Petrus Elfving var från 1704 gift med Hedvig Hjärne, dotter till Urban Hjärne. Han avled 30 juni 1726 i Åbo. Sonen överste Johan Elfving (1713-1790) adlades senare Elfcrona.

## Biografi
Elfving inskrevs i november 1687 vid Västmanlands-Dala nation vid Uppsala universitet som medicine student, och studerade medicin för moderns kusin Olof Rudbeck d.y.. Han disputerade vid Uppsala universitet 1698 med "Om inälvornas peristaltiska rörelse", varpå han begav sig till universitetet i Utrecht där han 1701 blev medicine doktor på en avhandling om inflammation vid menstruation. 
Samma år utnämndes han till assessor i Collegium medicum och 1704 blev han provinsialmedikus i Västmanland. Vid hemkosten blev han svärson till Urban Hiärne som börjat intressera sig för hälsobrunnar, vilket skulle komma att få inflytande på Elfvings bana emedan han var föreståndare för Sätra brunn 1705–1719 samt startade verksamheten vid Nådendals hälsobrunn. 1719 härjade pesten i Stockholm, och eftersom kungliga kansliet och hovet flyttade till Arboga blev Elfving deras läkare. 
7 januari 1720 utnämndes han till professor i medicin vid Kungliga Akademien i Åbo, en tjänst han tillträdde 29 november 1722. Han verkade där för den nya tidens medicinska vetenskap och försökte motarbeta vidskeplighet. I likhet med sin släkting Olof Rudbeck d.ä. utförde han dissektioner av förbrytares lik för att studera och lära ut ämnet anatomi, och intresserade sig även för botanik.  Genom ett fall där han visade att en person dött som en följd av själva värjsticket och inte för att man dröjt för länge med att kalla på en fältskär blev han den förste som i Finland utgivit publikationer i rättsmedicin.